# Lipetsk oblast
Lipetsk oblast (russisk: Ли́пецкая о́бласть, tr. Lipetskaja oblast) er en af 46 oblaster i Den Russiske Føderation. Oblasten har et areal på 24.047 km² og 1.125.921 (2023) indbyggere. Oblastens administrative center er placeret i byen Lipetsk (russisk: Липецк), der har 483.040 (2025) indbyggere. Andre større byer i oblasten er Jeletsk (russisk: Елец) med 93.761 (2025) indbyggere og Grjasi (russisk: Грязи), der har 43.640 (2025) indbyggere.

## Geografi
Lipetsk oblast ligger i den centrale del af det europæiske Rusland i den Centrale Sortjords økonomiske region, 370 km syd for Moskva. Den vestlige del af oblasten, højlandet, er præget af floddale, slugter og kløfter, det højeste punkt er 262 moh. Den østlige del, lavlandet ligger omkring 170 moh., er præget af sænkninger. De største floder er Don og Voronezj. Næsten alle floder i Lipetsk oblast hører til Dons afvandingsområde.
Lipetsk oblast grænser i nordøst til Rjasan oblast, Tambov oblast i øst, Voronezj oblast i syd, Kursk oblast i sydvest, Orjol oblast i vest og Tula oblast i nordvest.